# Atami
Atami (熱海市 Atami-shi?) es una ciudad localizada en la prefectura de Shizuoka, Japón. En febrero de 2020 tenía una población estimada de 35.976 habitantes y una densidad de población de 582 personas por km². Su área total es de 61,78 km².

## Trivia
- Es muy parecida su apariencia a Ciudad Sukoyaka del anime Pretty Cure.

- En el anime Mazinger Z edición Impacto es el lugar donde se desarrolla la mayor parte de la acción.

## Geografía

### Localidades circundantes
- Prefectura de Shizuoka
  - Itō
  - Izunokuni
  - Kannami
- Prefectura de Kanagawa
  - Yugawara

## Demografía
Según los datos del censo japonés, esta es la población de Atami en los últimos años.
| 1995   | 2000   | 2005   | 2010   | 2015   |
| ------ | ------ | ------ | ------ | ------ |
| 45.610 | 42.936 | 41.202 | 39.611 | 37.544 |